# Eleição presidencial da Nigéria em 1993
A eleição presidencial nigeriana de 1993 ocorreu em 12 de junho e consistiu no 3º pleito presidencial realizado no país desde sua independência do Reino Unido em 1960, sendo também a primeira eleição presidencial realizada após o golpe de Estado de 1983, que pôs fim ao período da chamada Segunda República.
A realização dessa eleição presidencial foi resultado direto de um processo de transição para o governo civil liderado pelo presidente militar Ibrahim Babangida. Os resultados obtidos após a apuração das urnas, embora não declarados pela Comissão Nacional Eleitoral (NEC), apontaram para a vitória do oposicionista Moshood Abiola, candidato do Partido Social-Democrata (SDP), sobre o governista Bashir Tofa, candidato da Convenção Nacional Republicana (NRC).

## Resultados eleitorais
| Partido                    | Partido                        | Candidatos                 | Votos      | %     |
| -------------------------- | ------------------------------ | -------------------------- | ---------- | ----- |
|                            | Partido Social-Democrata       | Moshood Abiola             | 8 341 309  | 58.36 |
|                            | Convenção Nacional Republicana | Bashir Tofa                | 5 952 087  | 41.64 |
| Total de votos registrados | Total de votos registrados     | Total de votos registrados | 14 293 396 | 100   |
| Eleitorado apto a votar    | Eleitorado apto a votar        | Eleitorado apto a votar    | 39 000 000 | 36.65 |

## Consequências
Diante da derrota de seu candidato oficial, Babangida ordenou à NEC que não só não declarasse oficialmente o vencedor do pleito como também que anulasse-o, alegando ter havido irregularidades eleitorais. A anulação da eleição acarretou protestos e agitação política em todo o país, forçando Babangida a renunciar à presidência e instituir um frágil governo interino composto por civis, embora na prática o controle militar sobre a administração federal tenha prosseguido e posteriormente sido reforçado com a eclosão de um novo golpe militar, liderado por Sani Abacha, que tornou-se presidente da Nigéria até 1999.